# Великанка
«Великанка» — сорт картофеля, имевший распространение в конце XIX — начале XX века.
Клубни продолговатой формы, их длина может достигать 18 см (4 вершка). Поверхность картофеля — неровная с большим количеством глазков. Клубень маломучнистый, по составу водянистый, не имеющий вкуса, в результате чего тёрочные заводы почти его не использовали.